# رافع (بازیکن فوتبال، زاده ۱۹۸۵)
رافائل (انگلیسی: Rafa؛ زادهٔ ۹ آوریل ۱۹۸۵) بازیکن فوتبال اهل اسپانیا است.
از باشگاه‌هایی که در آن بازی کرده‌است می‌توان به باشگاه فوتبال پادربورن، باشگاه فوتبال ختافه، باشگاه فوتبال ایبار، و باشگاه فوتبال رئال وایادولید اشاره کرد.